# Tillandsia funckiana
Tillandsia funckiana là một loài thuộc chi Tillandsia. Đây là loài bản địa của Venezuela.

## Hình ảnh

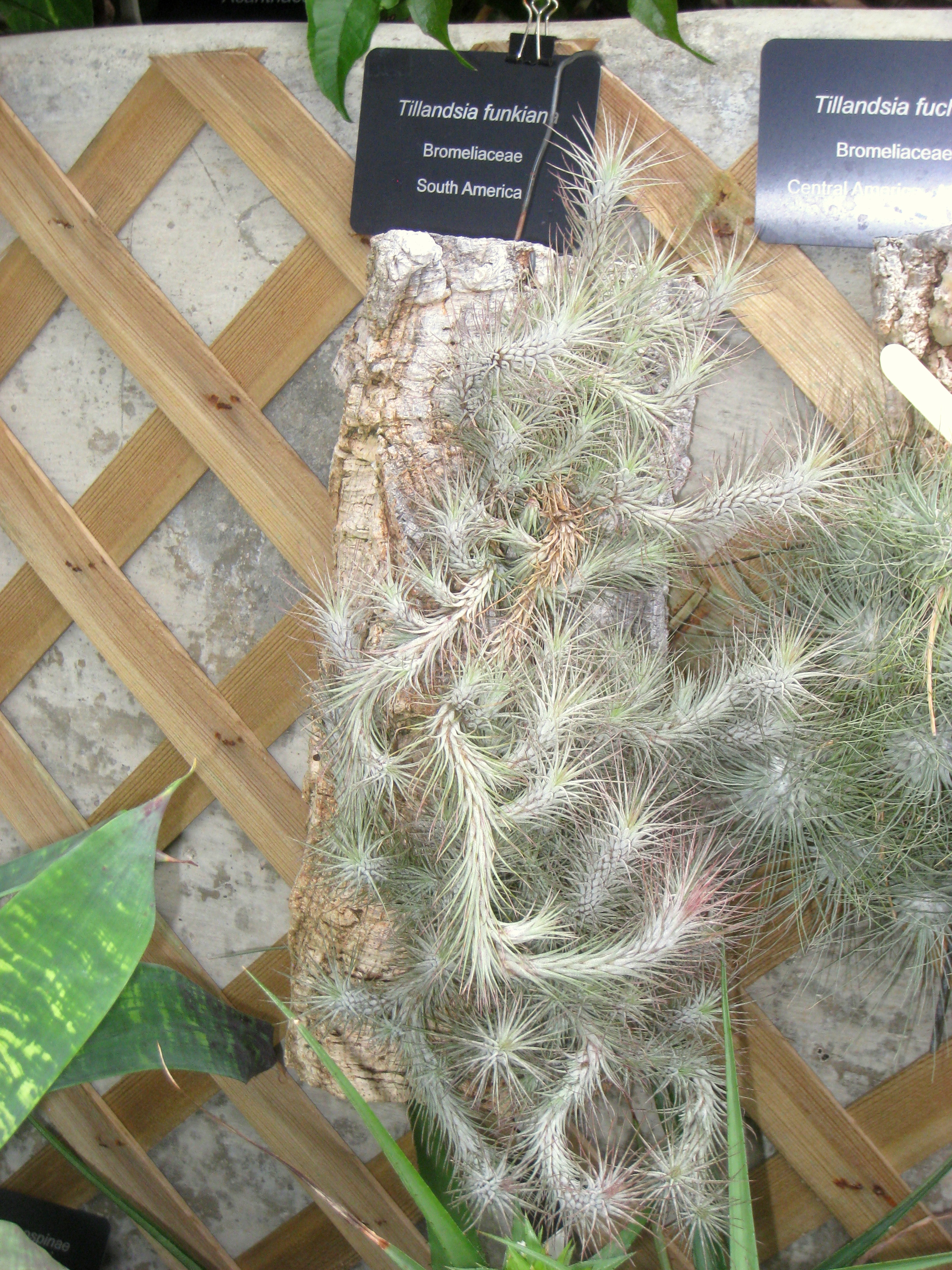
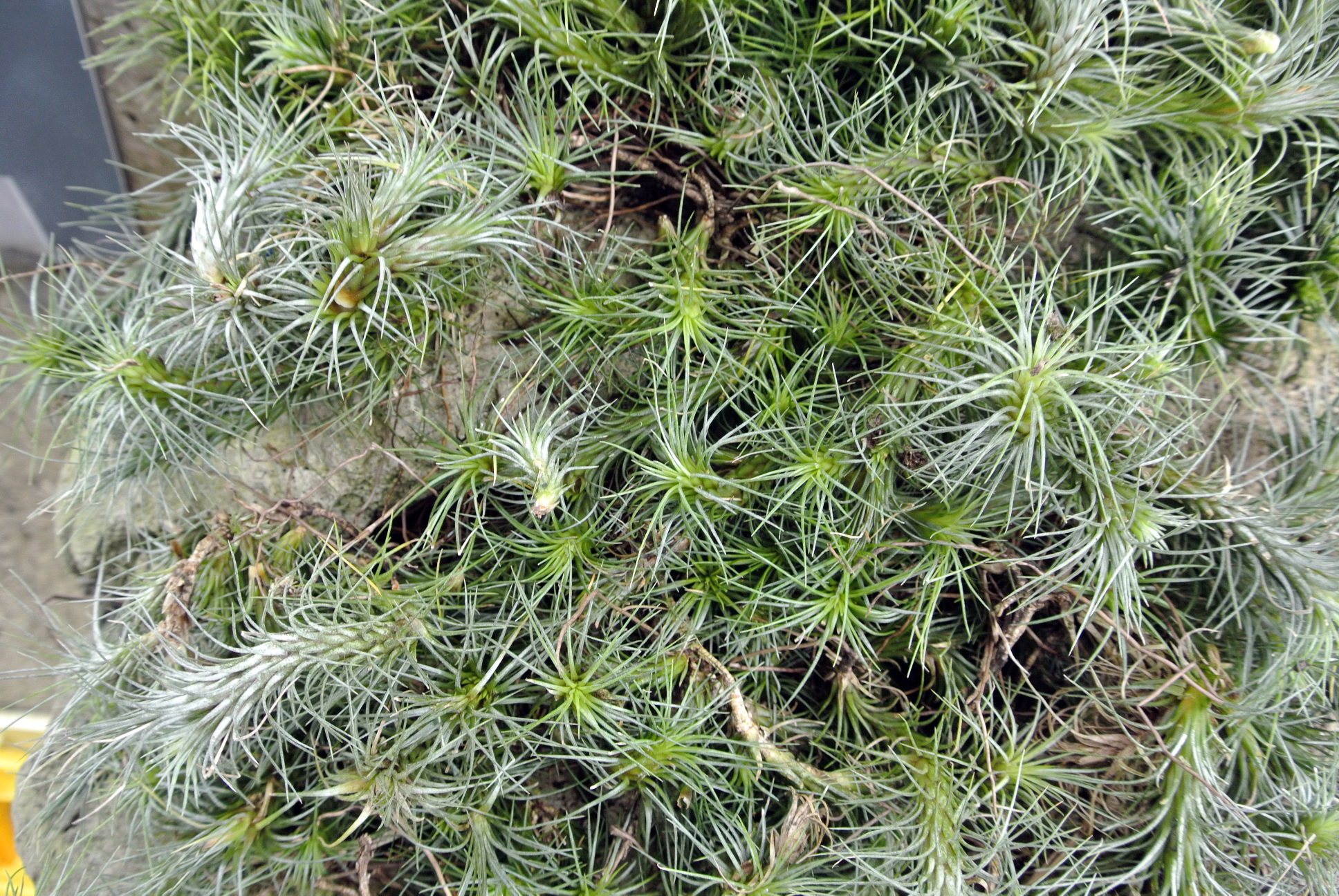
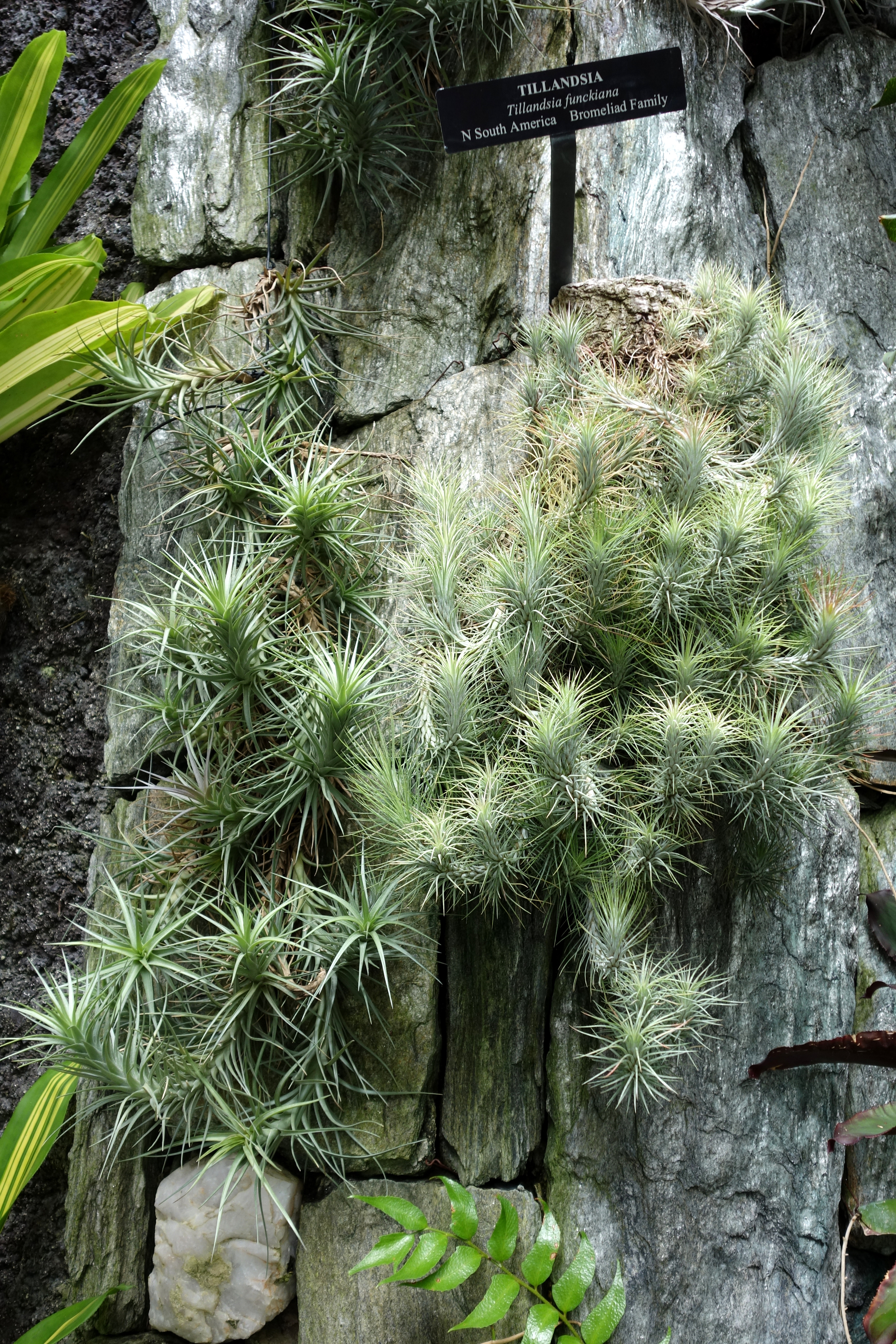
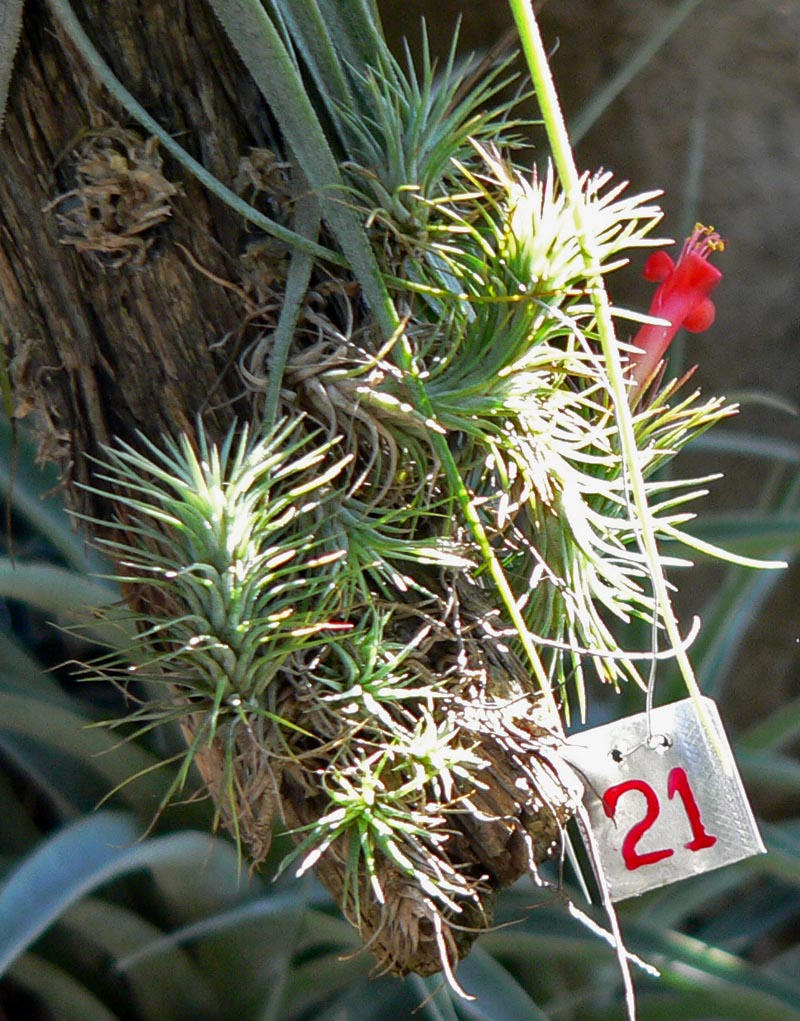